# Eugène-Constant Piton
Eugène-Constant Piton, né à Coutances, est un écrivain français du XIXe siècle.

## Biographie
Caporal de la Garde nationale de Paris, membre de l'Académie de Caen, traducteur de l'allemand en français, on lui doit des poésies et des ouvrages abrégés pour la jeunesse. 
Il est connu pour sa traduction en 1836 de la Conquête du Mexique par Fernand Cortez de Joachim Heinrich Campe souvent rééditée. 

## Œuvres
- Ma prophétie après l'avènement de Charles X, Trouvé, 1824
- La France en deuil. Stances élégiaques sur la mort du général Foy, Ponthieu, 1825
- Biographie des dames de la cour et du faubourg Saint-Germain, avec Eugène Garay de Monglave, Les Marchands de nouveautés, 1826
- L'Écho français, chansonnier, dédié à M. de Béranger, 1826
- Les Jésuites en goguette, ou Une scène à Mont Rouge, rondeau bachico-monastico-politique, suivi de Notes historiques et de réflexions orthodoxes, Les Marchands de nouveautés, 1826
- Jubilé des cadets, proverbe moral sur les affaires du temps, suivi du Poisson d'avril !, vaudeville, 1826
- Beautés historiques du christianisme sous les rapports philosophiques et moraux, Baudouin, 1836
- Histoire des empereurs romains de Jean-Baptiste-Louis Crevier, abrégé, 2 vol, Baudouin, 1836
- Nouvel abrégé de l'Histoire générale des voyages de La Haye, 2 vol, Rignoux, 1836
- Honneur et patrie, couplets chantés au banquet de la 3e compagnie du 2e bataillon de la 11e légion de la Garde nationale de Paris, le 8 août 1837
- Le Soldat désappointé, couplets patriotiques chantés au milieu des moellons empilés et des terres bouleversées, par un troupier fini, vexé d'être campé indéfiniment dans une boue pacifique... et recueillis par Pitton, 1840
- Les Gardes de la porte, 1854
- Aux bienvenus de la Crimée, 1855
- Aux bienvenus du 29 décembre, 1855
- La Prophétie impériale, Badin, 1856